# Rhabdomastix (Rhabdomastix) alticola
Rhabdomastix (Rhabdomastix) alticola is een tweevleugelige uit de familie steltmuggen (Limoniidae). De soort komt voor in het Neotropisch gebied.